# Władisław Ignatjew
Władisław Wiaczesławowicz Ignatjew (ros. Владислав Вячеславович Игнатьев; ur. 20 stycznia 1987 w Breżniewie) – rosyjski piłkarz grający na pozycji pomocnika w Rubinie Kazań.

## Kariera klubowa
Piłkę nożną zaczął trenować w wieku siedmiu lat. Jego pierwszym profesjonalnym klubem był Nieftiechimik Niżniekamsk, w którym grał w latach 2004-2005. W latach 2006–2008 był zawodnikiem klubu KAMAZ Nabierieżnyje Czełny. W styczniu 2009 podpisał czteroletni kontrakt z Krylją Sowietow Samara. W grudniu 2009 podpisał pięcioletni kontrakt z Lokomotiwem Moskwa. W sierpniu 2010 został wypożyczony do końca sezonu do Kubania Krasnodar. W maju 2012 przeszedł do FK Krasnodar. W maju 2013 ponownie został zawodnikiem Kubania. W styczniu 2016 rozwiązał kontrakt z klubem, a miesiąc później wrócił do Lokomotiwu Moskwa.

## Kariera reprezentacyjna
W reprezentacji Rosji zadebiutował 14 listopada 2015 w wygranym 1:0 meczu z Portugalią.

## Życie osobiste
Jest kibicem Manchesteru United. Interesuje się także hokejem, a jego ulubionymi klubami są Ak Bars Kazań i Washington Capitals. Jest żonaty.